# Salvia kiaometiensis
Salvia kiaometiensis là một loài thực vật có hoa trong họ Hoa môi. Loài này được H.Lév. miêu tả khoa học đầu tiên năm 1915.